# Lumikero
Lumikero är en bergstopp i Finland. Den ligger i Enontekis i landskapet Lappland, i den norra delen av landet, 900 km norr om huvudstaden Helsingfors. Toppen på Lumikero är 662 meter över havet, eller 123 meter över den omgivande terrängen. Bredden vid basen är 2,1 km.
Terrängen runt Lumikero är platt åt nordväst, men åt sydost är den kuperad. Trakten runt Lumikero är nära nog obefolkad, med mindre än två invånare per kvadratkilometer.